# Friday's Child (Will Young)
Friday's Child è il secondo album in studio del cantante britannico Will Young, pubblicato nel 2003.

## Tracce
1. Love the One You're with – 3:35 (Stephen Stills)
2. Your Game – 4:10 (Will Young, Blair MacKichan, Taio Cruz)
3. Stronger – 5:18 (Stephen Lipson, Karen Poole)
4. Leave Right Now – 3:34 (Eg White)
5. Love Is a Matter of Distance – 2:58 (Tim Christensen)
6. Dance the Night Away – 4:05 (Will Young, Toby Smith, Chris Dodd)
7. Very Kind – 5:10 (Will Young, Robin Thicke, James Gass)
8. Free – 4:07 (Will Young, Matt Prime, Bill Withers, Stanley McKenny)
9. Going My Way – 3:41 (Will Young, Eg White)
10. Out of My Mind – 3:07 (Will Young, Eg White)
11. Friday's Child – 9:02 (Steve Lee, Dina Taylor)

## Classifiche

### Classifiche settimanali
| Classifiche (2003-04) | Posizione massima |
| --------------------- | ----------------- |
| Irlanda               | 9                 |
| Paesi Bassi           | 48                |
| Regno Unito           | 1                 |

### Classifiche di fine anno
| Classifica (2003) | Posizione |
| ----------------- | --------- |
| Regno Unito       | 12        |
| Classifica (2004) | Posizione |
| Regno Unito       | 21        |